# 雷神 (电影)
是一部於2011年上映的美國超級英雄電影，改編自漫威漫畫旗下的超級英雄雷神索爾的故事，本片由漫威影業製作，並由派拉蒙影業發行，為漫威电影宇宙系列中的第四部作品。本片由肯尼斯·布萊納執導，艾許利·米勒、柴克·史坦茲與唐·佩恩撰寫劇本，並由克里斯·漢斯沃、娜塔莉·波曼、湯姆·希德斯頓、安東尼·霍普金斯和伊卓瑞斯·艾巴等人主演，劇情講述神界阿斯嘉的王儲索爾在重新點燃一場古老戰役後，被剝奪一切並放逐到地球，其繼弟洛基則企圖趁機篡奪王位，索爾必須證明自己配得上雷神之鎚，重拾雷神的力量。
1991年，山姆·雷米開始籌拍該片，但很快就放棄。以雷神索爾為主角的電影從此被擱置了多年，製片進度一直到了2006年才有起色。馬修·范恩是該片最初的導演，但後來因合約到期而換成肯尼斯·布萊納。選角作業於2008年10月至2011年1月間進行。本片於2010年1月開拍，並於同年5月殺青，取景地點主要位在美國加利福尼亞州和新墨西哥州。本片在後期製作中轉為3D。
本片於2011年4月17日在澳洲悉尼首映，接著於5月6日在美國院線上映。該片所獲評價整體而言偏向正面，影評人多稱讚克里斯·漢斯沃、伊卓瑞斯·艾巴與安東尼·霍普金斯的演技和片中的特效，但部分情節和設計則遭影評人詬病。本片也相當賣座，全球總票房逾4.49億美元。續集《雷神索爾2：黑暗世界》於2013年11月8日在北美院線上映。

## 劇情
965年，來自約頓海姆的寒冰巨人進攻地球的挪威滕斯貝格，將所侵略之處全部冰封，直到眾神之父奧丁率領著阿斯嘉軍隊將他消滅並打退回約頓海姆。奧丁將約頓海姆的神力能源「寒冰之盒」帶走，與剩餘的軍隊返回阿斯嘉。幾年後，奧丁將故事告訴他的兩個兒子索爾和洛基，告知他們之中只有一人能繼承王位。
現今，手持雷神之鎚身經百戰的索爾即將繼承奧丁的王位，但在加冕儀式時，三名寒冰巨人闖進地下寶庫打算奪回寒冰之盒，但集體被聽令看守寶庫的自動機械戰士毀滅者殲滅。因儀式中斷而沒能當上國王的索爾怒火沖天，帶領洛基與戰友希芙、沃斯塔格、范達爾及后剛搭乘彩虹橋到約頓海姆大鬧一番。寒冰巨人之王勞菲揚言會再次發動戰爭，奧丁及時趕來勸阻並將所有人救回阿斯嘉。由於索爾仍不知進取，對此失望的奧丁剝奪索爾的神力與鎚子，用彩虹橋將他驅逐出去，將鎚子也一同扔入彩虹橋前對其下魔咒：「無論是誰拿到此鎚，只要他夠資格，就能繼承雷神之力」。
索爾被傳送到地球美國新墨西哥州的沙漠地區，剛好被一輛探索天文學的汽車撞到，車上的一名女天體物理學家珍·佛斯特和她的兩位同伴艾域·沙維與黛絲·路易斯立刻下車將他送醫。索爾在當地醫院鬧事引發騷亂，而珍因為發現索爾的身影出現在拍到的極光照片裡，便將他收留至自己的住處。另一方面，鎚子被奧丁一起扔至地球後墜落在山丘另一頭，不少小鎮居民試圖搬動鎚子卻始終紋絲不動，後來被以菲爾·考森為首的神盾局隊伍接手看管。在索爾被驅逐出去不久，洛基經過之前的戰鬥察覺到自己實為寒冰巨人混血而去質問奧丁，才獲知自己原是奧丁在戰爭過後於約頓海姆神廟中所救的寒冰巨人嬰兒，因為體形過小而被生父勞菲遺棄。無法接受事實的洛基懷疑自己從小永遠比不過索爾是因為父母的偏見，而奧丁因為累積的精神壓力而昏倒，洛基伺機掌權當上阿斯嘉國王。
索爾在地球受到珍的照料，聽到鎮民們談到遠處一把拿不起的鎚子的事情後決定前往拾取。珍得知其住處所有實驗儀器和文件都被神盾局人員強行佔用，研究被奪走之下只好與索爾達成共識。夜裡，索爾隻身闖入神盾局圍成的隔離堡壘中擊退數名探員，然而即使鎚子近在咫尺，卻再也無法將其舉起。無力又無措的索爾仰天長嘯後遭到收押，洛基以隱形狀態來到被關押的索爾面前，謊稱奧丁已去世而讓索爾徹底死心。艾域協助釋放茫然無措的索爾，而索爾離開時偷偷拿回珍的重要筆記本作為答謝，並告訴她有關阿斯嘉的事情。沃斯塔格等人為了接回索爾而決定私自行事，受到彩虹橋看守者海姆達爾的秘密協助傳送到地球，遇到索爾後解釋洛基撒謊等事。洛基為了阻止哥哥回歸而派出毀滅者到達地球，任由其破壞小鎮，索爾為了拯救眾人而被打到重傷昏死。
由於索爾肯為同袍和其他人犧牲自己而重獲舉起鎚子的資格，坑中的鎚子一瞬間脫離地面、直接飛回索爾手中。取回鎚子的索爾恢復戰甲與操縱雷電能力，將毀滅者打成碎片。索爾將近距離觀戰的考森視為盟友，交換條件是他會如數歸還珍的所有實驗儀器。在搭乘彩虹橋回去前，索爾向珍承諾自己一定會回來。這時，洛基假裝與勞菲達成共識而帶他入侵阿斯嘉，等到他即將近距離刺殺奧丁的一刻背叛並殺害勞菲，隨後通過彩虹橋向約頓海姆發起進攻，意圖以此證明自己強過索爾且有能力稱王。為了阻止洛基的暴行，索爾忍痛用鎚子將彩虹橋砸毀，即使深知自己將與珍天人永隔。彩虹橋的毀滅形成萬丈深淵，奧丁及時清醒趕到救下他們兄弟倆，然而最終没得到父親認可的洛基自願放手掉進深淵中。而在地球的珍發現通道消失後，便和黛絲和艾域失望地離開現場。
經此一役成為真正英雄的索爾受到父親讚揚，悼念洛基以外也無奈失去通向地球的彩虹橋，但海姆達爾告知索爾不要放棄希望，告知他說珍在地球上依然在利用儀器全力搜尋他。在片尾彩蛋中，艾域被神盾局局長尼克·福瑞召到神盾局總部，福瑞解釋自己看上艾域的知識才能而希望能讓他入伍，展示一件由神盾局封存多年、擁有永恆能量的神物「宇宙魔方」，表示他們需要艾域協助來控制其力量。這時，倖存的洛基以隱形的狀態來到艾域身旁，並操縱他說著「看樣子這值得一看」。

## 演員

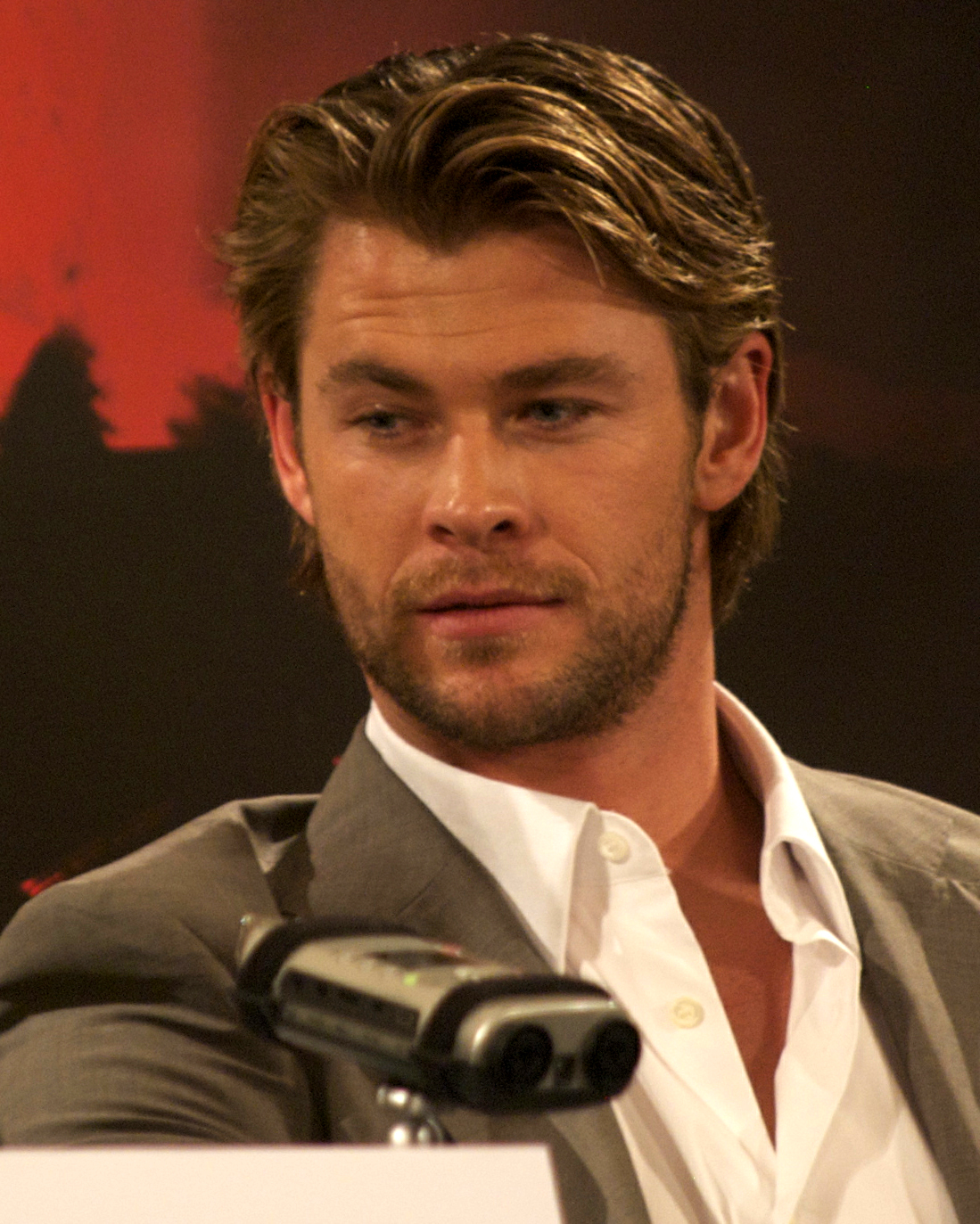
主演克里斯·漢斯沃於2011年4月在英國倫敦宣傳該片

- 克里斯·漢斯沃飾演索爾，阿斯嘉（英语：Asgard (comics)）的儲君，原型為北歐神話中的同名神祗索爾。

索爾的演員選角工作由導演肯尼斯·布萊納和漫威影業的總裁凱文·費吉負責。漢斯沃原本被從考慮人選名單中剔除，但在獲得試讀劇本的機會後成功入選。漢斯沃表示，為了飾演索爾，他透過不停地進食來增重20磅，同時也開始練習舉重，這些讓他感到十分新鮮。對於對角色的看法，漢斯沃說，「我們努力讓索爾變得有人味，同時也保持真實感」。而關於索爾的打鬥風格，漢斯沃指出「首先，我們讀了漫畫和索爾擺的姿勢，研究他的移動方式和戰鬥方式，他的很多『力』感覺上是從地上拉拔起來的」。漢斯沃等人也有聊到拳擊手，點出其殘忍又帶點優雅的風格。達科塔·哥雅飾演年幼時的索爾。
- 娜塔莉·波曼飾演珍·佛斯特，一名女天體物理學學家（在漫畫中是護士[12]），索爾心儀的對象。

根據漫威影業的說法，相較於珍在漫畫裡的初始形象，本片中的珍是經過「更新」後的樣貌。被問到為何接演這個角色時，波曼表示，「這聽起來可能很怪，但我是因為這部片是由肯尼斯·布萊納執導才接演的，當時我想說『肯尼斯·布萊納執導《雷神索爾》實在太奇怪了，我非演不可』」。波曼說，她一直很想演一部聚焦在角色身上的特效鉅片，而與布萊納一起拍片是演出《星際大戰》以外的另一條新途徑。對於為角色做的準備，波曼表示，「我在劇本出爐以前就簽下來了。（……）肯讓我協助建構這個角色。我讀了所有女性科學家的傳記，如首度發現雙股螺旋但沒有獲得認可的。（……）我不禁想『這是個絕佳的機會，這部很多人都會看的大片裡會有一位女科學家』，（……）而且這也可以破除女孩們心目中『我只需要在電影中穿得漂漂亮亮的就好』的想法」。

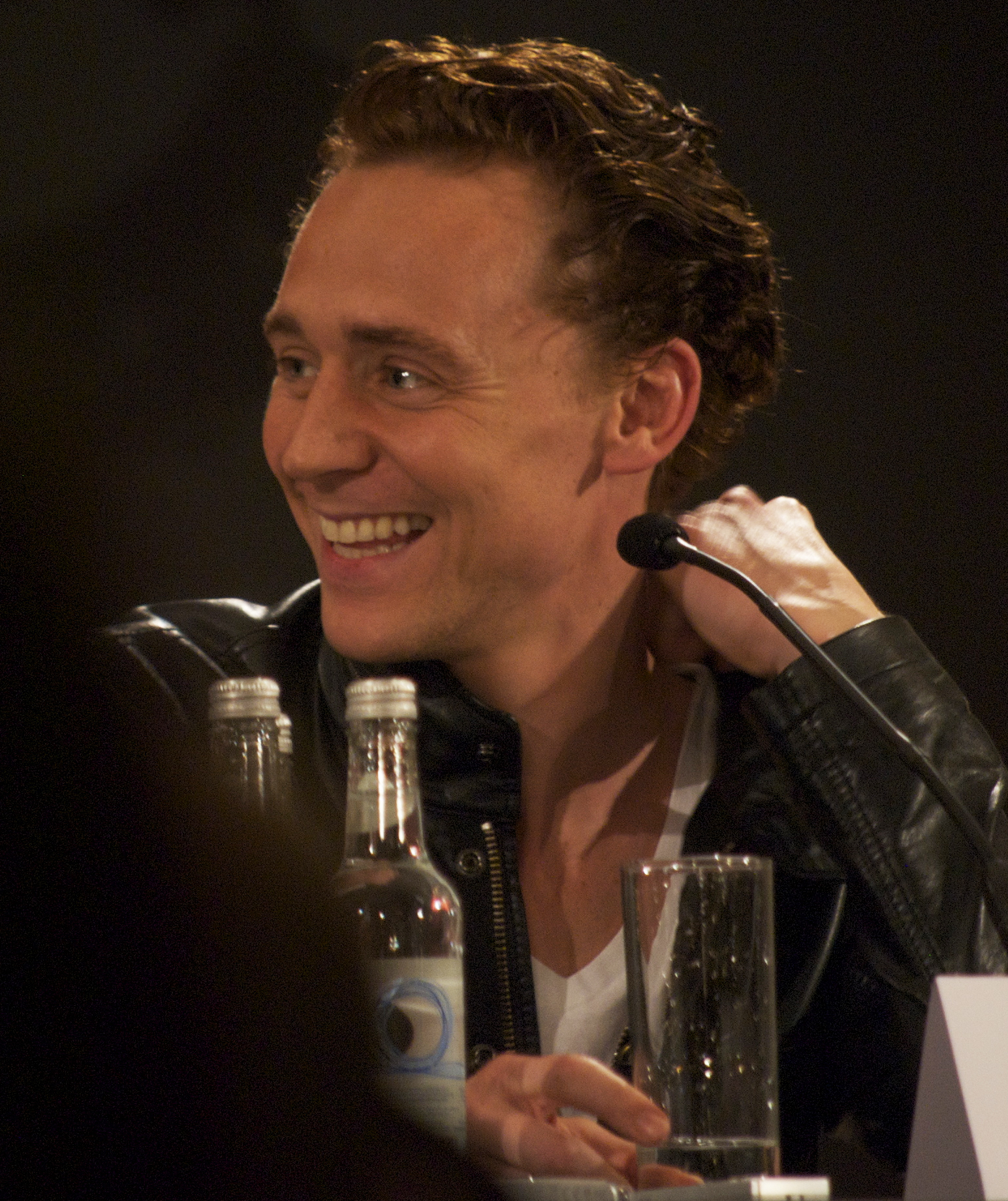
主演湯姆·希德斯頓於2011年4月在英國倫敦宣傳該片

- 湯姆·希德斯頓飾演洛基，索爾的繼弟，奧丁的養子，原型為北歐神話中的同名神祇洛基。

希德斯頓曾與導演布萊納合作過舞台劇《伊凡諾夫》和電視劇《維蘭德》。最早，希德斯頓曾為索爾試鏡，但布萊納認為希德斯頓更適合飾演洛基。希德斯頓表示，「洛基就像漫畫版的《李爾王》角色愛德蒙，但更為卑鄙」。希德斯頓在電影開拍前嚴格節食，因為布萊納希望洛基有種「營養不良的瘦弱感覺，就像戲劇《凱薩大帝》裡的卡西烏斯那樣。在體格方面，他冒充不了索爾」。希德斯頓也說，布萊納要求他看1968年電影《冬獅》和1962年電影《阿拉伯的劳伦斯》，並注意演員彼得·奧圖以琢磨情感的演出。泰德·奧普萊斯（Ted Allpress）飾演年幼時的洛基。
- 史戴倫·史柯斯嘉飾演艾域·沙維（英语：Erik Selvig），一名於新墨西哥州做研究並遇見索爾的科學家[19]。

史柯斯嘉表示，他最初並不熟悉索爾的漫畫書。史柯斯嘉說，「我是因為導演布萊納才選擇接演的。（……）我們可以彩排並與編劇們交流，在過程中進行一些合作，來使我們更如魚得水。（……）而且我也試著嘗試不同的電影」。
- 科魯姆·費奧瑞飾演勞菲（英语：Laufey (comics)），寒冰巨人族（英语：Giants (Marvel Comics)#Giants of Jotunheim）的國王及洛基的生父（在神話中實際上是洛基的母親）[22]。

為了拍戲，費奧瑞需要花上5小時來化妝。費奧瑞說，「我飾演的是寒冰巨人之王。如果你看過任何一個寒冰巨人，你就會知道我是寒冰巨人中的拿破崙。寒冰巨人之中有些讓我顯得矮小的大個子，（……）但我才是領導者」。費奧瑞、飾演奧丁的安東尼·霍普金斯和導演布萊納會透過莎士比亞的作品來探討角色的行為，大概只需要花幾分鐘就能理解彼此的意思，費奧瑞表示「這非常有幫助」。
- 雷·史蒂文森飾演沃斯塔格（英语：Volstagg），戰士三人組（英语：Warriors Three）的成員，索爾最親密的朋友之一，以其旺盛的食慾和寬大的腰身聞名[25]。

史蒂文森曾與導演布萊納合作過1998年電影《振翅高飛》，並在另一部漫威漫畫改編並於2008年上映的電影《神鬼制裁2：就地正法》中飾演主角。為了飾演該角，史蒂文森穿著一套增肥裝拍戲，他表示：「我試穿過增肥裝，製作團隊將這個角色變得更性感：他瘦了些但身形更圓」。史蒂文森表示，「沃斯塔格有著法斯塔夫的每一絲勇氣和幹勁，一點啤酒肚顯示他胃口極大，但他不像漫畫裡那樣長得像個不倒翁。他是有肌肉的法斯塔夫。我有幸穿上這件泡棉填充的道具裝，它非常棒而且能跟著我的身體彎曲」。
- 伊卓瑞斯·艾巴飾演海姆達爾，看守彩虹橋的阿斯嘉哨兵，能看見和聽見一切。原型為北歐神話中的同名神祗海姆達爾[27]。

艾巴表示，由布萊納擔任導演是他接演的主因：「布萊納親自打電話給我，說『我知道這不是個太重要的角色，但我很希望由你來詮釋他』，我當場就下定決心接下了」。艾巴也說，「這是我第一次在綠幕前演出，不過可以的話我並不想做。你會忘掉一些劇情——就好比反覆演一齣百老匯，久了你就會在中場忘詞」。艾巴與漫威工作室簽了接下來三部片的合約。選上艾巴來飾演該角的決定遭到保守公民委員會的抵制，並在部分漫畫迷間引發了爭論，部分人認為由艾巴這個黑人來飾演北歐神祇是錯誤的。艾巴稱這項爭辯「很荒謬」。
- 凱特·丹寧絲飾演黛絲·路易斯，珍·佛斯特的實習生兼合作夥伴，主修政治學[34]。

丹寧絲形容黛絲這個角色為珍的「小助手」，並稱該角在彩排期間獲得更多的戲份，丹寧絲表示，「黛絲就像隻可愛、無知的小狗或倉鼠。她在原劇本中的戲份沒幾頁，我接演前也沒有看劇本，不清楚黛絲是誰。但現在她變得更有趣了。黛絲有點像是史酷比，總是慢半拍並對發生的事情做出很棒的反應……她把事情搞錯也不會在意」。
- 蕾妮·羅素飾演芙瑞嘉（英语：Frigga (comics)），奧丁的妻子及阿斯嘉的女王，同時也是索爾的母親和洛基的養母，以北歐神話中的同名神祇為藍本[37]。

羅素在2011年3月時受訪表示，她已經簽好一部可能的續集，不過也表示「誰知道我會拍幾部」。
- 安東尼·霍普金斯飾演奧丁，阿斯嘉的統治者，索爾的父親及洛基的養父，以北歐神話中的同名神祇為藍本[39]。

霍普金斯對漫畫一無所知。關於對該片的看法，霍普金斯表示，「這是一部超級英雄電影，但也有一些莎士比亞作品的元素在」。霍普金斯對片中的父子關係很有興趣。他也在演奧丁時有了共鳴，說，「奧丁是個嚴厲且凡事都有目的的人，因為兒子搞砸了便將他驅逐。他很苛刻。（……）某種程度上，我有點像奧丁」。梅爾·吉勃遜表示自己曾被找來飾演奧丁，但最後並沒有演。
- 淺野忠信飾演后剛（英语：Hogun），戰士三人組的成員，且是當中唯一不是阿薩神族的成員[25]。

另一演員史蒂文森在談到后剛時，說「他是個沉默寡言的人，但他一開口所有人都會乖乖閉嘴」。
- 約書亞·達拉斯飾演范達爾（英语：Fandral），戰士三人組的成員，風流倜儻的劍客[25]。

在因片約衝突而不得不辭演後，史都華·唐森接手飾演范達爾。然而，在開拍前幾天，唐森因「理念分歧」而被達拉斯取代。關於對范達爾這個角色的看法，達拉斯表示，「這傢伙樂於把自己想成是風流男子，要我說的話，就像是阿斯嘉的R·凱利。這傢伙是個大情聖，不是個專門打架的人」。達拉斯說，演員艾羅爾·弗林是詮釋該角的靈感來源，他試圖內化模仿弗林那孩子氣的魅力。
- 傑米·亞歷山大飾演希芙，一名女戰士，索爾童年時期的朋友，以北歐神話中的同名神祇為藍本。

亞歷山大表示，她在接演希芙前就已對漫威漫畫十分熟悉。為了飾演該角，亞歷山大每天都得待在健身房鍛鍊好幾個小時，不過因為她曾擔任摔角隊成員，健身對她而言並不陌生。亞歷山大形容希芙是一位「本領高強、技術嫻熟的戰士，可以單挑片中的任何一位反派」。對於希芙與索爾的關係，亞歷山大說，「她對索爾忠心耿耿，十分關心索爾和阿斯嘉的安全」。
除了以上主演外，克拉克·格雷格回歸飾演他在《鋼鐵人》（2008年）和《鋼鐵人2》（2010年）中飾演的角色：神盾局探員菲爾·考森。艾德莉安娜·巴拉扎在片中飾演餐館老闆娘伊莎貝拉·阿爾瓦雷斯（Isabella Alvarez），但她的戲份後來被剪掉。麥斯希姆諾·赫南德茲飾演神盾局探員傑斯帕·西威爾。約瑟夫·蓋特、約書亞·考克斯與道格拉斯·泰特在片中客串飾演寒冰巨人。原著漫畫的作者之一史丹·李和編劇之一J·麥可·斯特拉日恩斯基以卡車司機的身分友情客串於電影中。漫畫家華特·西蒙森在阿斯嘉盛宴上客串飾演一名貴賓，而山繆·傑克森及傑瑞米·雷納則分別飾演神盾局局長尼克·福瑞和神盾局成員克林特·巴頓。

## 製作

### 籌拍
山姆·雷米在拍完1990年電影《魔俠震天雷》的一年後已經起了拍《雷神索爾》的念頭。他找上原著漫畫的作者之一史丹·李，並將這個點子推銷給二十世紀福斯，但未獲批准。《雷神索爾》直到1997年4月才擺脫被遺棄的命運，到了當時正快速崛起漫威影業手中。2000年電影《X戰警》的成功為該片注入了一股動力。漫畫工作室計劃讓《雷神索爾》在電視上播出。聯合派拉蒙電視網為了取得該片的電視播映權而進行談判。他們創作了一份劇本，並找上泰勒·曼恩來飾演索爾。2000年5月，漫威工作室找來藝匠娛樂公司來投資該片，但一直到了2004年6月，都沒有製片商肯拍這部片。最終，索尼影視娛樂買下了該片的版權。2004年12月，大衛·S·高耶正在為自編自導該片的事情進行商討。到了2005年，《雷神索爾》的版權依舊在索尼手上，但高耶失去了對該片的興趣。
2006年4月，索爾漫畫的粉絲馬克·普魯托塞維奇同意為該片撰寫劇本，且該片的版權到了派拉蒙影業手中。普魯托塞維奇描述了他的想法：「這部片講述一名超級英雄的起源，但劇情並不是圍繞著一名凡人獲得超能力展開，而是一名神祇察覺到自己真正的潛力」。同年，據報導，該片將由漫威工作室製作。2007年8月，馬修·范恩簽約執導《雷神索爾》。范恩隨後修改了普魯托塞維奇的劇本，好將原本會高達3億美元的預算降到1.5億美元以下。他打算在2008年底開拍。在2008年的《鋼鐵人》大獲成功後，漫威影業宣布《雷神索爾》將在2010年6月4日在北美院線上映，而《鋼鐵人2》中將會介紹一些《雷神索爾》中的角色。

### 前期製作

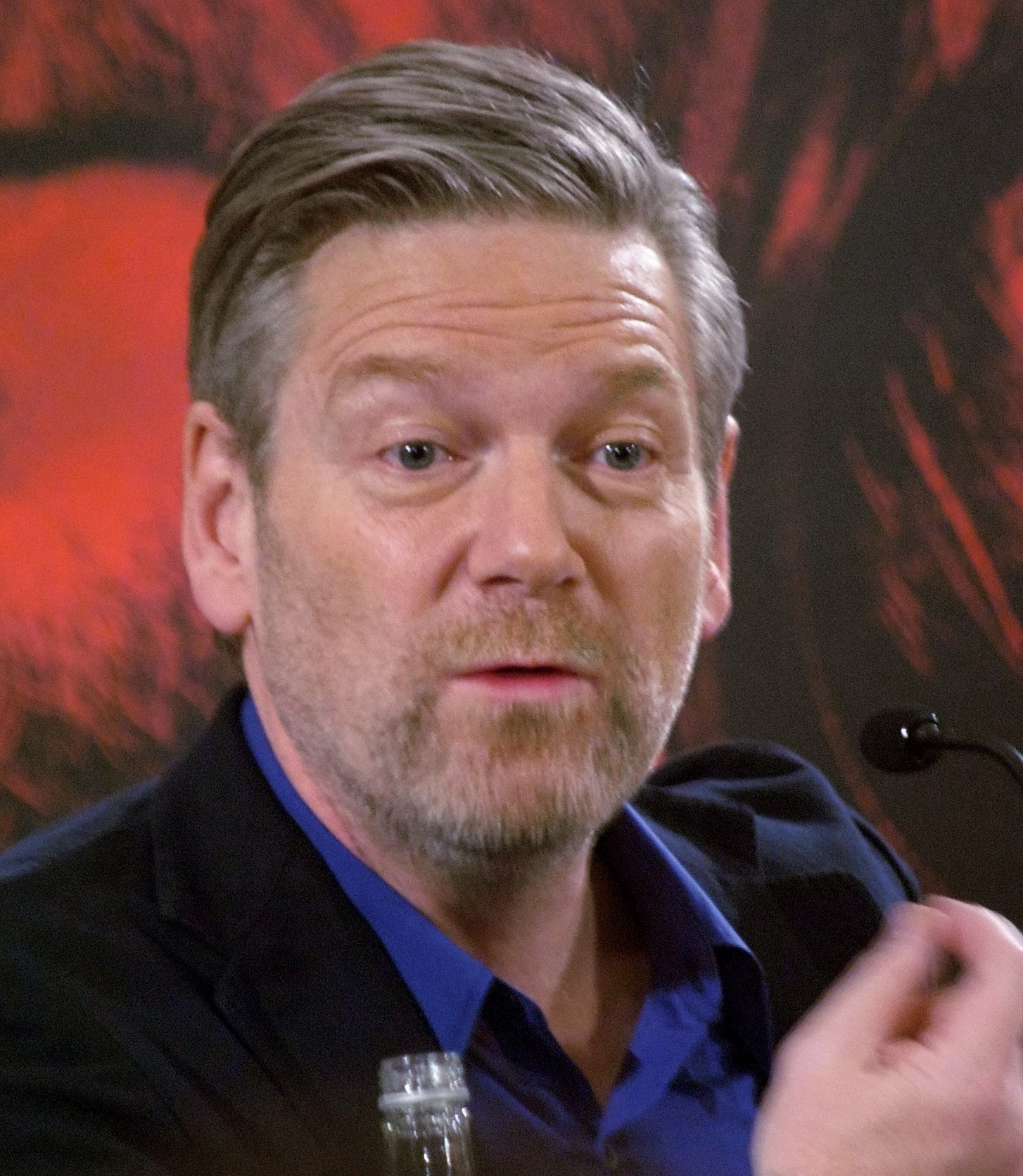
導演肯尼斯·布萊納於2011年4月在英國倫敦宣傳該片

2008年5月，范恩與漫威影業的合約期滿，因此離開。漫威影業請普魯托塞維奇再寫一份新的劇本草稿，並開始挑選新任導演。吉勒摩·戴托羅試圖爭取執導該片的機會。戴托羅是漫畫書的粉絲，且十分喜愛洛基這個角色。他希望能將更多原始的北歐神話融入到片中，如「髒亂的瓦爾哈拉」和「維京人」。不過，戴托羅最後選擇去拍奇幻小說《哈比人歷險記》的電影版。2008年9月，D·J·克魯索正在為執導《雷神索爾》的事情與片方進行交涉，雖然他並沒有讀過劇本。同月，肯尼斯·布萊納與片方商討有關出任導演的事。到了12月，布萊納表示他已獲選執導該片。布萊納表示，該片「講述了一位凡人的故事，片中史詩般的劇情都圍繞著他展開」。他想在2010年1月開拍。漫威工作室將北美上映日期從原本的2010年7月16日往後延至2011年6月17日，推遲了幾乎整整一年。後來，漫威工作室又把檔期調整成2011年5月20日，好與《美國隊長：復仇者先鋒》的上映日期（2011年7月22日）保持距離。
2008年10月，丹尼爾·克雷格獲選飾演雷神索爾，但最後為了演007系列電影而放棄。2009年2月，在《鋼鐵人》的片尾彩蛋片段中飾演神盾局局長尼克·福瑞的山謬·傑克森與漫威影業一口氣簽下了九部電影的片約，代表傑克森將出演《雷神索爾》。不過，2010年4月，傑克森在採訪中表示，他不會出現在《雷神索爾》中。被問到原因時，他說「我什麼都不知道，那些決定不是我做的。我以為我會演《雷神索爾》，但經紀人卻告訴我我並沒有演」。該月晚些，傑克森表示，他還是會出現在片中一段與2012年電影《復仇者聯盟》有關聯的橋段。
同樣在2009年2月，片方開始進行索爾的選角作業，試圖從眾演員中選出體格與索爾相近的演員。同年5月，克里斯·漢斯沃正在為飾演索爾一事與片方洽談。漢斯沃在選角初期就被刷掉，但後來獲得試讀劇本的第二次機會。他的弟弟連恩·漢斯沃也有參與選角，但被漫威影業的總裁凱文·費吉淘汰。隔日，漫威宣布湯姆·希德斯頓獲選飾演洛基。6月，費吉證實，漢斯沃與希德斯頓都已簽下片約。費吉表示，《雷神索爾》的背景將設定在現代地球和阿斯嘉，但索爾在地球的宿主唐納·布雷克博士（Dr. Donald Blake）不會出場。7月，漫威影業宣布娜塔莉·波曼將飾演珍·佛斯特。9月，科魯姆·費奧瑞（角色未公開）與傑米·亞歷山大（飾演希芙）簽下該片的片約。接著，演員史戴倫·史柯斯嘉在受訪時表示自己已加入該片的劇組，但飾演角色並未公開。
10月下旬，據報導，艾許利·米勒與柴克·史坦茲正在為該片編劇。唐·佩恩與J·麥可·斯特拉日恩斯基也有參與該片的編劇作業。最後，米勒、史坦茲與佩恩三人名列劇組人員名單中的編劇一列，而普魯托塞維奇與斯特拉日恩斯基則被列為故事編劇。科學與娛樂交流單位介紹三位物理學家尚恩·M·卡羅、凱文·漢德與吉姆·哈特爾（Jim Hartle）及物理系學生凱文·希克森（Kevin Hickerson）給劇組，協助片中的科學部分。他們的貢獻包含將珍·佛斯特的職業從護士改成天體物理學家，以及提供用來描述彩虹橋的科學術語愛因斯坦-羅森橋。
同樣在10月下旬，安東尼·霍普金斯簽約飾演奧丁。隔月，漫威工作室宣布，他們已經選出戰士三人組的演員：雷·史蒂文森（飾演沃斯塔格）、淺野忠信（飾演后剛）與史都華·唐森（飾演范達爾）。同月，伊卓瑞斯·艾巴與凱特·丹寧絲加入劇組，所飾角色分別為海姆達爾和珍的同事黛絲·路易斯。12月，蕾妮·羅素簽約飾演索爾的母親兼奧丁的妻子芙瑞嘉。該月晚些，約瑟夫·蓋特、特洛伊·布倫納與約書亞·考克斯加入劇組，飾演角色未公開。2010年1月，據報導，艾德莉安娜·巴拉扎將在片中飾演配角。開拍前幾天，飾演范達爾的唐森被約書亞·達拉斯取代。2010年1月，因《蜘蛛人4》的製片作業停滯不前，派拉蒙影業和漫威影業將《雷神索爾》的上映日期改至2011年5月6日，提前了兩週。

### 拍攝
2008年10月，漫威影業與羅利工作室（Raleigh Studios）簽訂長期租賃合約，以在美國加利福尼亞州羅利市的曼哈頓海灘拍攝接下來的四部漫威電影《鋼鐵人2》、《雷神索爾》、《美國隊長：復仇者先鋒》和《復仇者聯盟》。2009年11月，《製片週刊》（Production Weekly）報導，《雷神索爾》計劃於於2010年1月中旬在洛杉磯開拍，然後於3月至4月中旬移師至新墨西哥州的聖塔菲取景。該片的主體拍攝始於2010年1月11日，由哈瑞斯·傑姆巴魯克斯掌鏡。開拍後數天，克拉克·格雷格簽約回歸飾演他在《鋼鐵人》和《鋼鐵人2》中飾演的角色——神盾局探員菲爾·考森。2月，派拉蒙影業為了在加利福尼亞州德爾馬的海灘拍片而與德爾馬的市議會交涉。3月15日，劇組移師至新墨西哥州的加里斯提歐取景。劇組將當地一座曾是許多西部片取景地的舊式風格城鎮重新布置以利拍片。4月，劇組取消在德爾馬的拍攝計劃，理由是「在離總部太遠的地方拍片預算會出問題」。接著，劇組前往北加利福尼亞州的某未公開地點拍片。《雷神索爾》於5月6日殺青。到了10月，據報導，劇組將進行一系列未公開的重拍作業。

### 後期製作
該片的剪輯師由保羅·魯貝爾擔任。2011年3月，演員艾德莉安娜·巴拉扎客串的橋段被剪掉。同月，道格拉斯·泰特表示，他將為寒冰巨人進行動作捕捉。同年4月，IMAX公司、派拉蒙影業和漫威工作室宣布，他們將繼續在《鋼鐵人2》的合作經驗，推出《雷神索爾》的IMAX 3D版本。布萊納表示，他最初對將該片製成3D的想法有些畏縮，但說「從實例來看，3D可以讓故事和角色帶給觀眾不同的體驗」。該片的片尾彩蛋片段由《復仇者聯盟》的導演喬斯·溫登執導。
BUF Compagnie負責製作片中大部分的特效，而數字王國也有為特效出一點力。BUF Compagnie參考哈伯太空望遠鏡拍的照片及其他太空照片，製作了彩虹橋的光束的特效。另外，布萊納表示，片中的約頓海姆參考自約瑟夫·瑪羅德·威廉·特納的畫作。該片的特效總監兼Fuel VFX的創辦人之一彼得·巴特沃（Peter Butterworth）說，特效製作過程中最困難的部分是設計彩虹橋的外觀：「彩虹橋的外觀是你Google不到的，其完全存在於想像之中」。片中奧丁昏倒後待在房間安養。巴特沃表示「對於奧丁的房間，我們設計了一層球形的光，覆蓋著躺在床上的奧丁。這個設計暗示著奧丁在昏迷期間逐漸恢復力量。我們從自然界汲取了許多靈感，如日冕」。

### 音樂
《雷神索爾》的配樂由導演布萊納的長期合作夥伴派屈克·道爾創作。道爾形容該片為他「自從《瑪麗雪萊之科學怪人》（1994年）以來最具商業性的作品」，並表示他在配樂過程中面臨最大的困難是「找出適合阿斯嘉和地球兩者的調調」。因道爾有著凱爾特人的背景，所以《雷神索爾》主題曲受到了一首古老凱爾特人民歌的影響。該片的電影原聲帶於2011年4月由迪士尼音樂集團推出。除了道爾譜寫的配樂外，片中還出現了幽浮一族樂團的歌曲《Walk》。該曲在索爾與艾域·沙維去酒吧的橋段和片尾劇組人員名單播出。布萊納認為，這首「講述學習再度行走的歌曲」與《雷神索爾》這部「講述救贖和學習成為英雄的電影」非常搭。

## 上映
《雷神索爾》於2011年4月17日在澳大利亚雪梨喬治街的Event電影院舉行全球首映禮，接著於4月21日在全球第一個上映的市場澳大利亚上映。隔週，該片在其餘56個國家上映。美國地區的首映禮於5月2日舉行，地點位於好萊塢加利福尼亞的艾爾卡皮坦劇院。該活動由以賽亞·穆斯塔法主持，並於漫威的官方網站上現場直播。5月6日，《雷神索爾》於美國院線上映。美國電影協會（MPAA）以片中有「打戲和暴力橋段」為由將電影評為PG-13級，意味著片中含有部分家長可能認為不適合13歲以下觀眾觀看的內容，建議家長需特別注意。

### 宣傳與市場行銷

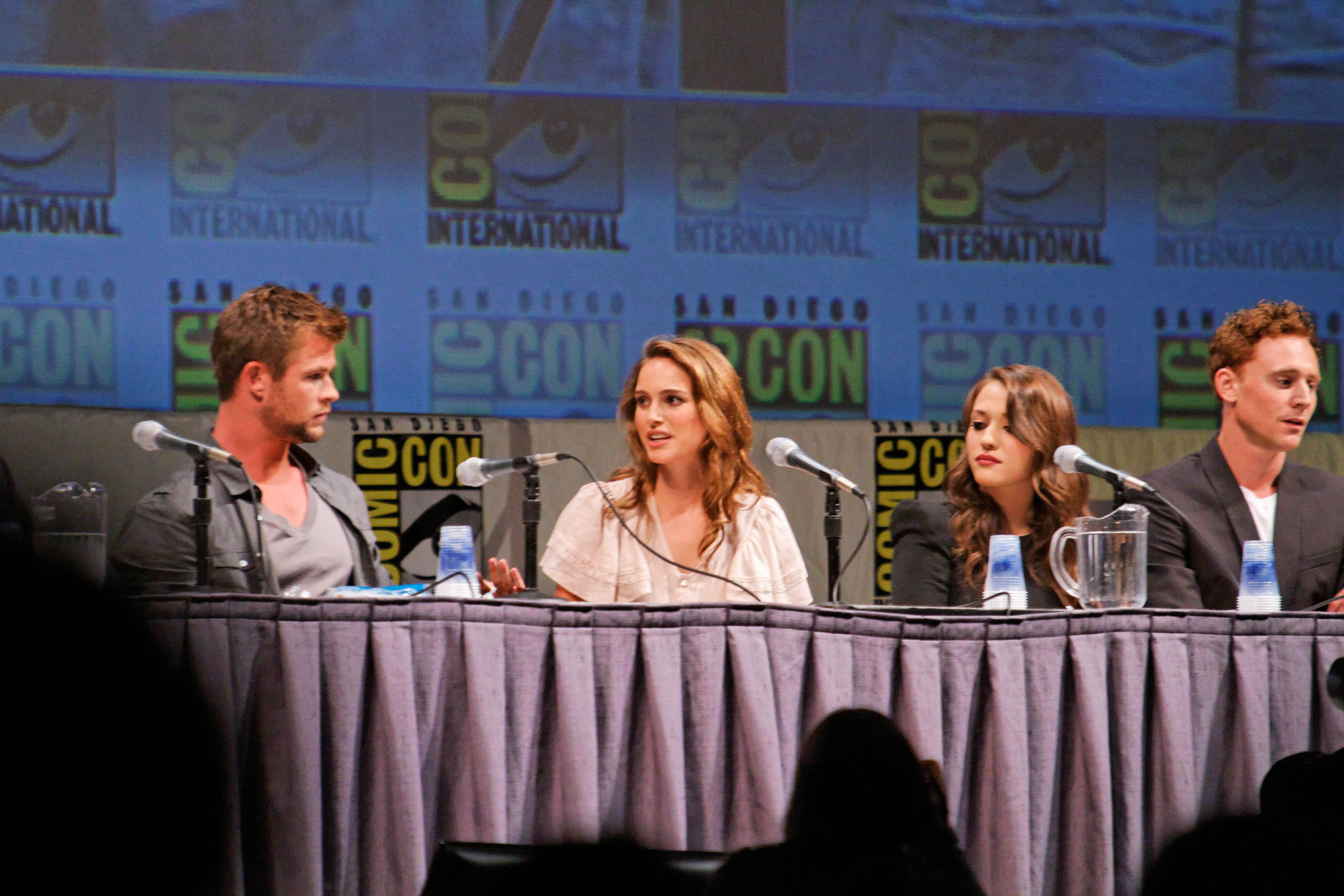
主演克里斯·漢斯沃、娜塔莉·波曼、凱特·丹寧絲與湯姆·希德斯頓在2010年聖地牙哥國際漫畫展上宣傳該片

《雷神索爾》在2010年聖地牙哥國際漫畫展上有個專題小組，導演肯尼斯·布萊納、主演克里斯·漢斯沃、娜塔莉·波曼、凱特·丹寧絲、湯姆·希德斯頓與克拉克·格雷格都有出席。他們在漫畫展上釋出了一些片段。數天後，這些片段的影片洩露到網路上。該片的首支正式預告於第45屆超級盃時在負責轉播的福斯電視台播出。為了播出這段長30秒的預告，片方共花費了約300萬美元的廣告費。漫威工作室與汽車品牌Acura聯手在2011年芝加哥漫畫與娛樂博覽會上進行病毒式行銷。其他與片方合作宣傳該片的企業包含漢堡王、胡椒博士、7-Eleven及VISA等。2011年5月，漫威娛樂的出版、動畫與數位部門總裁丹·巴克利與漫威漫畫總編輯艾克索·阿隆索一同敲響紐約證券交易所的收盤鈴，慶祝《雷神索爾》在北美院線上映。
漫威動畫推出了一部索爾的動畫電影《雷神索爾前傳》（Thor: Tales of Asgard），於《雷神索爾》上映不久後的2011年5月17日發布。漫威動畫原本還打算推出一部26集的索爾動畫電視劇。根據《雷神索爾》改編的同名電子遊戲由SEGA開發，於2011年5月3日上市。主演克里斯·漢斯沃、湯姆·希德斯頓與傑米·亞歷山大也有參與該遊戲的配音。

## 迴響

### 評價
《雷神索爾》所獲評價整體而言多為正面。根据評論匯總网站爛番茄汇总的293篇评论文章，77%的评论家给予该作正面评价，使之獲得「認證新鮮」標識，平均打分为6.7分（满分10分）在Metacritic上，40位影評人共給予了57分的分數（滿分100分），這部電影獲得了「評價褒貶不一或一般」。據CinemaScore進行的調查，觀眾的平均評價於A+至F間落於「B+」。
《綜藝》雜誌理察·凱普爾斯（Richard Kuipers）認為「《雷神索爾》中的打戲和家人互相衝突的橋段很棒」，並稱讚了克里斯·漢斯沃、娜塔莉·波曼與湯姆·希德斯頓的演技和片中的特效，但批評「索爾被驅逐到地球的橋段似乎少了點來勁的東西，且索爾與毀滅者的打鬥太短又太虎頭蛇尾」。《芝加哥太陽報》的理察·羅珀給予該片「A」的好評，表示「澳大利亚演員克里斯·漢斯沃那迷人風趣的高超演技是該片成功的關鍵」，並說「《雷神索爾》是繼《蜘蛛人》（2002年）以來最好看的超級英雄首部曲」。《娛樂週刊》的歐文·格雷伯曼的打分為「A-」，稱讚《雷神索爾》「是一部有趣的喜劇，但也有著動人的感情戲」，認為其「不致於有藝術性，但很好看」。格雷伯曼也稱讚了片中的特效。
不過也有部分影評人給予該片差評。《芝加哥太陽報》的羅傑·伊伯特給予該片差評，認為《雷神索爾》「毀在劇情，且全片沒什麼有趣的東西」，並批評片中的反派難以令人印象深刻。《紐約時報》的影評人A·O·史考特也表示，《雷神索爾》各方面都很糟糕，「不有趣、毫無生氣且感情戲糟透，完全無法令人印象深刻」，根本「沒有理由去看這部片」。《洛杉磯時報》的肯尼思·圖蘭批評片中的設計「很混亂」，並認為主演娜塔莉·波曼、史戴倫·史柯斯嘉與凱特·丹寧絲的演技欠佳。不過，對於主演漢斯沃、伊卓瑞斯·艾巴與安東尼·霍普金斯的演技，圖蘭予以讚賞。

### 票房
《雷神索爾》在美國及加拿大地區共累積了1.81億美元的票房，加上來自其他地區的2.683億美元，全球票房共計4.493億美元，而其製片預算則是1.5億美元，是2011年北美票房第10高的電影，也是2011年全球總票房第15高的電影。
在北美，該片於3,955家電影院（其中214家為IMAX 3D電影院，2,737家為3D電影院）上映，與同期上映的《結婚友沒友》和《超完美婚禮》競爭。《雷神索爾》透過週四的晚場進帳330萬美元的票房，到了週五首映當天時已累積了2,550萬美元的成績。該片的首週末票房為6,570萬美元，排名當週第一。首週末票房中有60%來自3D電影院，IMAX 3D版也貢獻了620萬美元。據調查，在上映首週末至電影院看片的觀眾中有63%是男性，25歲（含）以上的觀眾有72%。隔週，該片進帳3,470萬美元，較上週下跌了47%，蟬聯票房冠軍。此一跌幅比之前的超級英雄電影《鋼鐵人》（2008年）、《無敵浩克》（2008年）、《X戰警：金鋼狼》（2009年）和《鋼鐵人2》（2010年）都來得小。第三週，《雷神索爾》的票房又跌了55%，進帳1,550萬美元，僅次於新上映的《加勒比海盗4：惊涛怪浪》（9,020萬美元）和上映第二週的《伴娘我最大》（2,090萬美元）排名第三。
其他地區方面，《雷神索爾》在全球首個上映的市場澳大利亚的首週成績為580萬美元，僅次於環球影業的《玩命關頭5》排名第二。隔週，該片在56個市場上映，首映週末票房總計為8,920萬美元。除了北美以外，該片最大的市場為英國（約2,250萬美元）、澳大利亚（約2,010萬美元）和墨西哥（約1,950萬美元）。
台灣方面，最終全台票房為新台幣1.72億元。
| 上一届： 《玩命關頭5》 | 2011年美國週末票房冠軍 第18週至第19週 | 下一届： 《加勒比海盗4：惊涛怪浪》 |

### 榮譽
| 年份   | 獎項                 | 類別                         | 獲獎或入圍者                                                                             | 結果 | 來源    |
| ------ | -------------------- | ---------------------------- | ---------------------------------------------------------------------------------------- | ---- | ------- |
| 2011年 | 2011年青少年票選獎   | 電影選擇獎：突圍之星         | 克里斯·漢斯沃                                                                            | 提名 | [ 152 ] |
| 2011年 | 2011年尖叫獎         | 最佳尖叫獎                   | 《雷神索爾》                                                                             | 提名 | [ 153 ] |
| 2011年 | 2011年尖叫獎         | 最佳奇幻電影                 | 《雷神索爾》                                                                             | 提名 | [ 153 ] |
| 2011年 | 2011年尖叫獎         | 最佳超級英雄                 | 克里斯·漢斯沃飾演索爾                                                                    | 提名 | [ 153 ] |
| 2011年 | 2011年尖叫獎         | 最佳女配角                   | 傑米·亞歷山大                                                                            | 提名 | [ 153 ] |
| 2011年 | 2011年尖叫獎         | 最佳突破女演員               | 傑米·亞歷山大                                                                            | 提名 | [ 153 ] |
| 2011年 | 2011年尖叫獎         | 最佳突破男演員               | 克里斯·漢斯沃                                                                            | 提名 | [ 153 ] |
| 2011年 | 2011年尖叫獎         | 最佳突破男演員               | 湯姆·希德斯頓                                                                            | 提名 | [ 153 ] |
| 2011年 | 2011年尖叫獎         | 最佳特效                     | 《雷神索爾》                                                                             | 提名 | [ 153 ] |
| 2011年 | 2011年尖叫獎         | 最佳漫畫電影                 | 《雷神索爾》                                                                             | 提名 | [ 153 ] |
| 2012年 | 第38屆全美民選獎     | 最受歡迎動作電影             | 《雷神索爾》                                                                             | 提名 | [ 154 ] |
| 2012年 | 第38屆全美民選獎     | 最受歡迎電影超級英雄         | 克里斯·漢斯沃                                                                            | 提名 | [ 154 ] |
| 2012年 | 第10屆視覺效果協會獎 | 最佳特效建構場景（真人長片） | 「海姆達爾的瞭望台」：皮爾·巴芬（Pierre Buffin）、奧黛麗·費拉拉（Audrey Ferrara）、尤維·勾多（Yoel Godo）與多米尼克·維達（Dominique Vidal） | 提名 | [ 155 ] |
| 2012年 | 第10屆視覺效果協會獎 | 最佳虛擬攝影（真人長片）     | 賽維爾·阿拉德（Xavier Allard）、皮爾·巴芬與尼可拉斯·查瓦里維（Nicolas Chevallier）                                      | 提名 | [ 155 ] |
| 2012年 | 第17屆帝國獎         | 最佳新人男演員               | 湯姆·希德斯頓                                                                            | 獲獎 | [ 156 ] |
| 2012年 | 第17屆帝國獎         | 最佳奇幻/科幻電影            | 《雷神索爾》                                                                             | 獲獎 | [ 156 ] |
| 2012年 | 第17屆帝國獎         | 最佳3D電影                   | 《雷神索爾》                                                                             | 提名 | [ 156 ] |
| 2012年 | 2012年MTV電影大獎    | 最佳英雄                     | 索爾                                                                                     | 提名 | [ 157 ] |
| 2012年 | 第38屆土星獎         | 最佳奇幻電影                 | 《雷神索爾》                                                                             | 提名 | [ 158 ] |
| 2012年 | 第38屆土星獎         | 最佳男配角                   | 湯姆·希德斯頓                                                                            | 提名 | [ 158 ] |
| 2012年 | 第38屆土星獎         | 最佳藝術執導                 | 博·威曲                                                                                  | 提名 | [ 158 ] |
| 2012年 | 第38屆土星獎         | 最佳服裝                     | 亞歷山大·拜恩（Alexandra Byrne）                                                                        | 獲獎 | [ 158 ] |

## 家庭媒體
2011年7月，漫威工作室與派拉蒙影業宣布，《雷神索爾》的DVD、藍光光碟和藍光3D光碟將於同年9月13日由派拉蒙家庭媒體發行公司推出，含三種套裝：單碟DVD、藍光雙片裝，以及DVD / 藍光光碟 / 藍光3D光碟三片裝。所有套裝都附有20分鐘多的刪減片段和「邁向《復仇者聯盟》之路」等特別收錄。另外，藍光雙片裝和三片裝額外附有數位下載功能、漫威短片《神盾顧問》（The Consultant）和七段幕後花絮。在上市首週，《雷神索爾》的DVD和藍光光碟在銷售榜上排名冠軍，並在《家庭媒體雜誌》列出的出租榜上名列前茅。《雷神索爾》也收錄在《漫威電影宇宙——第一階段：復仇者集結》（Marvel Cinematic Universe: Phase One – Avengers Assembled）10碟套裝中。該套裝收錄了所有漫威電影宇宙第一階段的電影，由華特迪士尼家庭娛樂於2013年4月2日發布。

## 續集
續集《雷神索爾2：黑暗世界》改由亞倫·泰勒執導，克里斯·漢斯沃、娜塔莉·波曼與湯姆·希德斯頓、史戴倫·史柯斯嘉、雷·史蒂文森、伊卓瑞斯·艾巴、凱特·丹寧絲、蕾妮·羅素、安東尼·霍普金斯與傑米·亞歷山大等一眾演員都回歸出演。克里斯多福·艾克斯頓在續集中飾演反派黑暗魔兵魔雷基。該片於2013年11月8日在美國上映。

## 額外資料
- Holben, Jay. . American Cinematographer（英语：American Cinematographer）. June 2011, 92 (6): 40-44, 46, 48, 50, 52-53 （英语）.ProQuest 2598136057

## 外部連結
- 官方网站
- 互联网电影数据库（IMDb）上《雷神索爾》的资料（英文）
- 爛番茄上《雷神索爾》的資料（英文）
- Metacritic上《雷神索爾》的資料（英文）
- Box Office Mojo上《雷神索爾》的資料（英文）
- AllMovie上《雷神索爾》的资料（英文）
- Yahoo奇摩電影上《雷神索爾》的資料（繁體中文）
- 開眼電影網上《雷神索爾》的資料（繁體中文）
- 时光网上《雷神索爾》的資料（简体中文）
- 豆瓣电影上《雷神索爾》的資料 （简体中文）
- 雷神索爾 （页面存档备份，存于） — Disney+